# Malemort-sur-Corrèze
Malemort-sur-Corrèze is een plaats en voormalige gemeente in het Franse departement Corrèze in de regio Nouvelle-Aquitaine en telt 7019 inwoners (2004). De plaats is nauw vergroeid met Brive-la-Gaillarde.

## Geschiedenis
Op 1 januari 2016 is de gemeente gefuseerd met Venarsal tot de huidige gemeente Malemort. Deze gemeente maakt deel uit van het arrondissement Brive-la-Gaillarde.

## Geografie
De oppervlakte van Malemort-sur-Corrèze bedraagt 16,5 km², de bevolkingsdichtheid is 425,4 inwoners per km².
De onderstaande kaart toont de ligging van Malemort-sur-Corrèze met de belangrijkste infrastructuur en aangrenzende gemeenten.

## Demografie
Onderstaande figuur toont het verloop van het inwonertal.